# أحمد الويزي
أحمد الويزي (1962-) هو كاتب وروائي وقصصي مغربي، ولد في تارودانت، حصل على الإجازة في الآداب العصرية سنة 1986 من كلية الآداب بمراكش، وهو أستاذ بالأقسام التحضيرية بمدينة بني ملال، ونشر مؤلفاته في عدة مجلات منها مجلة فكر ونقد المغربية، ومجلة عمان الأردنية، والقدس العربي اللندنية، وملحق الاتحاد الاشتراكي الثقافي، وملحق العلم الثقافي.

## مؤلفات
صدرت له عدة أعمال منها:
- «الملك يموت مرتين»، رواية، المركز الثقافي العربي، 2019.[2]
- «صدر الملاكم»، قصص، وزارة الثقافة، 2003.[3]
- «حمام العرصة»، قصص، أفريقيا الشرق، 2006.[4]

ترجمات:
- «مذكرات قبو»، للمؤلف: فيودور دوستويفسكي، ترجمة: أحمد الويزي، 2018.[5]
- «الفقراء»، للمؤلف: فيودور دوستويفسكي، ترجمة: أحمد الويزي، المركز الثقافي العربي، 2014.[6]
- «اعترافات زوجية»، للمؤلف: إريك إيمانويل شميت، ترجمة أحمد الويزي، مراجعة محمود المقداد، 2003.
- «الممانعة»، للمؤلف: إرنستو ساباتو، ترجمة: أحمد الويزي، الشارقة: دائرة الثقافة والاعلام، حكومة الشارقة، 2010.[7]
- «طائفة الأنانيين»، للمؤلف: إريك إيمانويل شميت، ترجمة: أحمد الويزي، 2014.[6]
- «حاشية على اسم الوردة»، للمؤلف: أومبرتو إيكو، ترجمة: أحمد الويزي، 2010.[8]
- «مفكرة عابر حدود»، للمؤلف: جازمند كابلاني، ترجمة: أحمد الويزي، 2008.
- «نهايات الليل»، للمؤلف: إدواردو أنطونيو بارا، ترجمة: أحمد الويزي.
- «في مديح الادب بعض احم خطب نوبل الشهيره؛ ساراماغوا، بينتر، باموك، لوكليزيوا، مول، لوسا»، للمؤلف: فاريوس، ترجمة: أحمد الويزي.[9]
- «سارق الخيول قصص قصيرة»، للمؤلف: إرسكين كالدويل، وإدواردو أنطونيو بارا وآخرون، ترجمة أحمد الويزي، دار الثقافة، 2019.[10]

مراجعات:
- «الحصاة»، تأليف لوران غودة، وترجمة سعيد بوكرامي، ومراجعة أحمد الويزي، المجلس الوطني للثقافة والفنون والآداب، 2019.[11]
- «آل سنسي»، تأليف أنطونان أرتو، وترجمة سعيد كريمي، ومراجعة أحمد الويزي، تقديم: أسامة أبو طالب، المجلس الوطني للثقافة والفنون والآداب، 2017.[12]
- «الظباء»، تأليف هنينغ مانكل، ترجمة وتقديم سعيد بوكرامي، مراجعة أحمد الويزي، المجلس الوطني للثقافة والفنون والآداب، الكويت، 2015.[13]